# Electrical Engineering Students' European Association

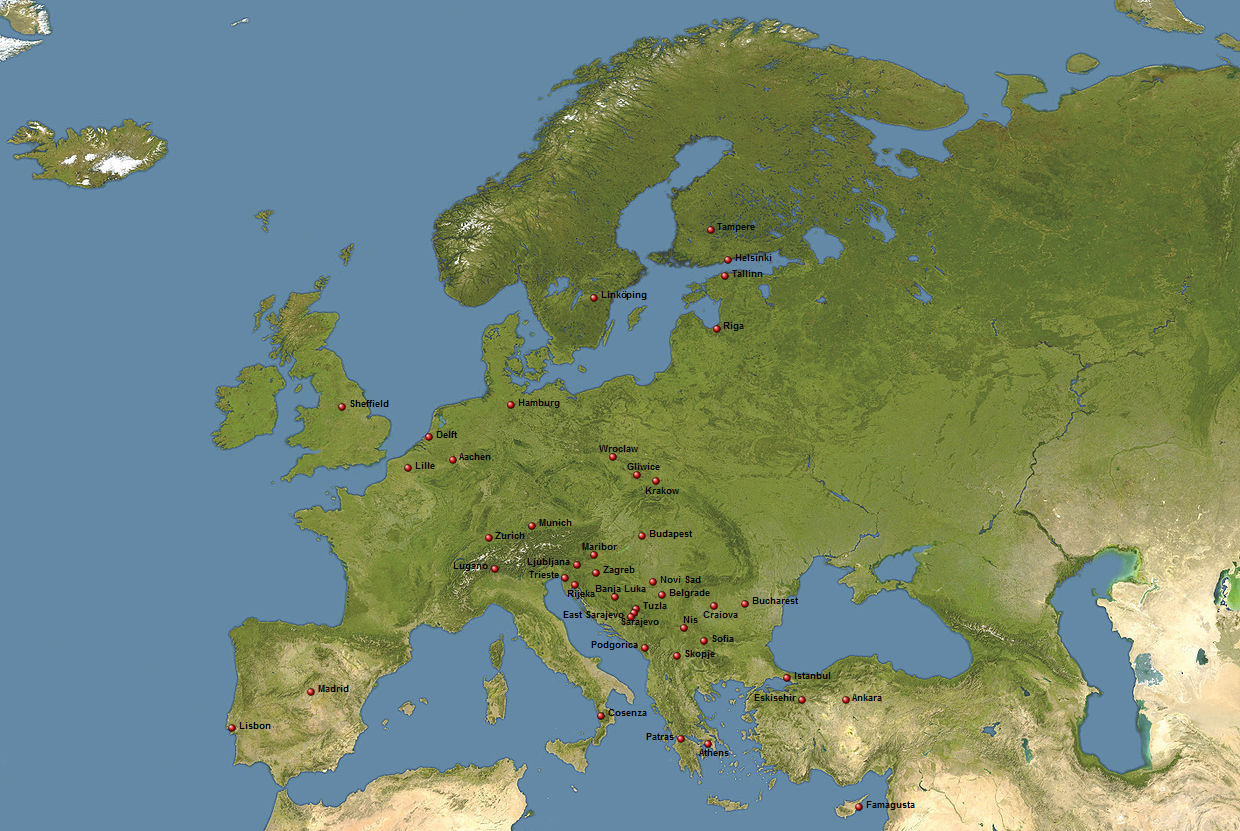
Mapa rozmieszczenia komitetów lokalnych (LC)

EESTEC (ang. Electrical Engineering Students’ European Association, Europejskie Stowarzyszenie Studentów Inżynierii Elektrycznej) – międzynarodowa, apolityczna, pozarządowa, studencka organizacja non-profit, zrzeszająca europejskich studentów kierunków elektrycznych i informatycznych. Głównym celem organizacji jest nawiązywanie międzynarodowej współpracy między studentami, umożliwienie zdobycia pracy w międzynarodowych projektach i rozwijanie umiejętności interpersonalnych. Od roku 2002 główną siedzibą organizacji jest holenderskie miasto Delft. Obecnie organizacja liczy ponad 6000 członków zrzeszonych w 53 komitetach (ang. committee) funkcjonujących w ponad 25 krajach.

## Hierarchia
EESTEC dzieli się na trzy poziomy:
- EESTEC International to organizacja nadrzędna wspierająca i nadzorująca prace wszystkich grup LC i obserwatorów
- Komitety lokalne (ang.: local committees, w skrócie LC) są lokalnymi pod-organizacjami, które zajmują się m.in. organizowaniem warsztatów
- Obserwatorzy – zorganizowane grupy prosperujące do miana LC

## Historia EESTEC

### EURIELEC
Pomysł stworzenia europejskiej uczelnianej organizacji dla studentów kierunków elektrycznych narodził się w roku 1958, lecz pierwsze spotkania przygotowawcze odbyły się w Paryżu w roku 1963. Organizacja EURIELEC (European Association of Electrical Engineering Students) została założona w Berlinie w roku 1964. Jej głównym celem była promocja nawiązywania międzynarodowych kontaktów i współpracy między studentami oraz organizowanie wizyt i wymian studenckich. Oficjalnym językiem używanym w organizacji EURIELEC był francuski, lecz na kongresie w roku 1968 postanowiono zmienić go na język angielski. EURIELEC funkcjonował do roku 1971.

### Kongresy EURIELEC
1966 – Delft, Holandia

1967 – Paryż, Francja

1968 – Berlin, Niemcy

1969 – Madryt, Hiszpania

1970 – Eindhoven, Holandia

### EESTEC
Pomysł stworzenia organizacji EESTEC powstał w roku 1984. Przedstawiciele trzech duńskich organizacji studenckich ETV (Delft), Thor (Eindhoven) oraz Scintilla (Enschede) założyli Committee for International Contacts (CIC) oraz wystosowali list do byłych przedstawicieli EURIELEC, proponując stworzenie nowej organizacji studenckiej opartej na byłych członkach EURIELEC oraz przy współpracy z istniejącymi organizacjami IEEE oraz ERUEL.

### Kongres w Eindhoven
Pierwszy kongres organizacji EESTEC został zorganizowany w holenderskim Eindhoven w roku 1986. Wzięło w nim udział 50 uczestników pochodzących z 17 różnych europejskich państw. Postanowiono, że coroczne międzynarodowe kongresy będą organizowane przez LC w różnych europejskich państwach.

### Kongresy EESTEC
- 1986 – LC Eindhoven
- 1987 – LC Nova Gorica/Ljubljana
- 1988 – LC Lizbona
- 1989 – LC Budapeszt
- 1990 – LC Zurych
- 1991 – LC Wiedeń
- 1992 – LC Madryt
- 1993 – LC Budapeszt
- 1994 – LC Aachen
- 1995 – LC Zurych
- 1996 – LC Aachen
- 1997 – LC Tampere oraz LC Helsinki
- 1998 – LC Reggio Emilia
- 1999 – LC Ljubljana
- 2000 – LC Delft
- 2001 – LC Londyn
- 2002 – LC Budapeszt
- 2003 – LC Cosenza
- 2004 – LC Belgrad
- 2005 – LC Madryt
- 2006 – LC Sofia
- 2007 – LC Budapeszt
- 2008 – LC Ljubljana oraz LC Rijeka
- 2009 – LC Belgrad oraz LC Sarajewo
- 2010 – LC Ateny
- 2011 – LC Craiova
- 2013 – LC Monachium
- 2014 – LC Ateny
- 2015 – LC Madryt
- 2016 – LC Belgrad
- 2016 – Jesienny Kongres: LC Belgrad
- 2017 – Spring Congress: LC Ljubljana
- 2017 – Jesienny Kongres: LC Zagreb
- 2018 – Spring Congress: LC Krakow
- 2018 – Jesienny Kongres: LC Budapeszt
- 2019 – Spring Congress: LC Ateny
- 2019 – Jesienny Kongres: LC Istanbul
- 2020 - Spring Congress: online
- 2021 - Spring Congress: online
- 2021 - Jesienny Kongres: LC Zurich
- 2022 - Spring Congress: LC Belgrad
- 2022 - Jesienny Kongres: online
- 2023 - Spring Congress: LC Munich
- 2024 - Spring Congress: LC Ljubljana

## Cele organizacji
Głównym celem organizacji EESTEC jest promocja i rozwijanie międzynarodowych kontaktów między studentami i specjalistami. Wymiana pomysłów i doświadczenia między studentami kierunków elektrycznych i informatycznych odbywa się poprzez warsztaty, wymiany studenckie oraz inne inicjatywy. EESTEC promuje również międzynarodowy rozwój kariery i pracy zawodowej. Jednym z aktualnych projektów wspieranych przez organizację jest próba stworzenia europejskiej bazy danych studentów kierunków elektrycznych i informatycznych, co umożliwi firmom rekrutację wykwalifikowanych pracowników z całej Europy.

## EESTEC w Polsce

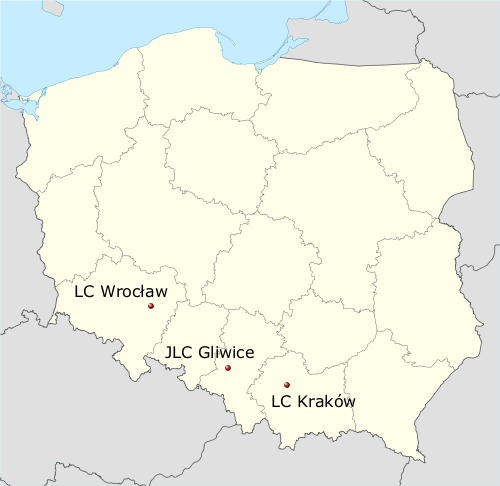
Mapa lokalnych komitetów w Polsce

- Kraków – EESTEC w Krakowie działa na Akademii Górniczo-Hutniczej od 1998 roku. Wywodzi się z Koła Naukowego Elektroników, a od 2009 roku działa samodzielnie na Wydziale Elektrotechniki, Automatyki, Informatyki i Elektroniki.
- Wrocław (Politechnika Wrocławska) - oddział już nie funkcjonuje.
- Gliwice (Politechnika Śląska) - oddział już nie funkcjonuje.
- Gdańsk – Gdański oddział organizacji EESTEC działał na Politechnice Gdańskiej od 2012 roku. Członkami organizacji byli studenci Wydziału Elektroniki, Telekomunikacji i Informatyki oraz Wydziału Elektrotechniki i Automatyki. Aktualnie oddział już nie funkcjonuje.